# Phường 14, Quận 6
Phường 14 là một phường thuộc Quận 6, Thành phố Hồ Chí Minh, Việt Nam.
Phường 14 có diện tích 0,43 km², dân số năm 2021 là 20.579 người,  mật độ dân số đạt 47.858 người/km².